# Morti nel 2010/Gennaio
| Questa pagina contiene informazioni ricavate automaticamente dalle voci biografiche con l'ausilio del template Bio e di un bot. L'aggiornamento è periodico e automatico e ricostruisce completamente la pagina. Se manca una persona in questa lista, sei pregato di non aggiungerla, ma accertati piuttosto che la sua voce biografica contenga il template Bio e che i dati anagrafici siano correttamente compilati. Se il template Bio manca, inseriscilo tu stesso o, in alternativa, metti l'avviso {{tmp\|Bio}} che ne segnala la mancanza. Se i dati riportati sono sbagliati, correggi direttamente la voce biografica; le modifiche saranno visibili in questa lista entro pochi giorni. Per chiarimenti vedi il progetto biografie. La lista contiene solo le 162 persone che sono citate nell'enciclopedia e per le quali è stato implementato correttamente il template Bio. Pagina aggiornata al 10 ago 2025. |

- 1º gennaio - Kurt Birkle, astronomo tedesco (n. 1939)
- 1º gennaio - Sergio Messen, calciatore cileno (n. 1949)
- 1º gennaio - Freya von Moltke, scrittrice tedesca (n. 1911)
- 1º gennaio - Marlene Neubauer-Woerner, scultrice tedesca (n. 1918)
- 1º gennaio - John Poncar, cestista statunitense (n. 1913)
- 1º gennaio - Jean-Pierre Posca, calciatore francese (n. 1952)
- 1º gennaio - Eduardo Ricagni, calciatore argentino (n. 1926)
- 1º gennaio - Lhasa de Sela, cantautrice statunitense (n. 1972)
- 1º gennaio - Giorgio Vaccarino, storico, partigiano e archivista italiano (n. 1916)
- 2 gennaio - Johann Frank, calciatore austriaco (n. 1938)
- 2 gennaio - Gilbert Gascard, fumettista francese (n. 1931)
- 2 gennaio - William Green, aviatore, scrittore e giornalista britannico (n. 1927)
- 2 gennaio - Vincent Stagnara, avvocato francese (n. 1950)
- 3 gennaio - Gianni Bonichon, bobbista italiano (n. 1944)
- 3 gennaio - Mary Daly, filosofa e teologa statunitense (n. 1928)
- 3 gennaio - Billy Harris, cestista statunitense (n. 1951)
- 3 gennaio - Georges Martin, ciclista su strada francese (n. 1915)
- 4 gennaio - Lew Allen, generale statunitense (n. 1925)
- 4 gennaio - Donal Donnelly, attore irlandese (n. 1931)
- 4 gennaio - Johan Ferrier, politico surinamese (n. 1910)
- 4 gennaio - Tadeusz Góra, aviatore e militare polacco (n. 1918)
- 4 gennaio - György Mitró, nuotatore ungherese (n. 1930)
- 4 gennaio - Ludwig Wilding, artista tedesco (n. 1927)
- 4 gennaio - Tsutomu Yamaguchi, ingegnere giapponese (n. 1916)
- 5 gennaio - Beverly Aadland, attrice statunitense (n. 1942)
- 5 gennaio - Bobi Cankov, giornalista, scrittore e conduttore radiofonico bulgaro (n. 1979)
- 5 gennaio - Werner Johannowsky, archeologo italiano (n. 1925)
- 5 gennaio - Bernard Le Nail, scrittore francese (n. 1946)
- 5 gennaio - Gian Battista Maffi, presbitero e missionario italiano (n. 1955)
- 5 gennaio - Willie Mitchell, trombettista e produttore discografico statunitense (n. 1928)
- 5 gennaio - Giancarlo Nanni, regista teatrale, drammaturgo e attore italiano (n. 1941)
- 5 gennaio - Jean Netter, militare e aviatore francese (n. 1914)
- 5 gennaio - Kenneth Noland, pittore statunitense (n. 1924)
- 5 gennaio - Nick Shaback, cestista statunitense (n. 1918)
- 5 gennaio - Leonardo Zega, presbitero, giornalista e scrittore italiano (n. 1928)
- 6 gennaio - Ignazio Dolce, attore e regista italiano (n. 1933)
- 6 gennaio - Michael Goulder, biblista e presbitero britannico (n. 1927)
- 6 gennaio - Conrad Klemm, flautista svizzero (n. 1925)
- 6 gennaio - Beniamino Placido, giornalista, critico letterario e conduttore televisivo italiano (n. 1929)
- 7 gennaio - Sándor Barcs, dirigente sportivo ungherese (n. 1912)
- 7 gennaio - Carlo Cercignani, fisico e matematico italiano (n. 1939)
- 7 gennaio - Bruria Kaufman, fisica e matematica statunitense (n. 1918)
- 7 gennaio - Alex Parker, calciatore scozzese (n. 1935)
- 7 gennaio - Donald Edmond Pelotte, vescovo cattolico statunitense (n. 1945)
- 7 gennaio - Philippe Séguin, magistrato e politico francese (n. 1943)
- 8 gennaio - Art Clokey, animatore statunitense (n. 1921)
- 8 gennaio - Piero De Bernardi, sceneggiatore italiano (n. 1926)
- 8 gennaio - Tony Halme, wrestler, artista marziale misto e pugile finlandese (n. 1963)
- 8 gennaio - Otmar Suitner, direttore d'orchestra e pianista austriaco (n. 1922)
- 9 gennaio - Acúrcio Carrelo, calciatore portoghese (n. 1931)
- 9 gennaio - Andrea Chiarugi, ingegnere italiano (n. 1937)
- 9 gennaio - Enrico D'Alessandro, commediografo, regista teatrale e critico teatrale italiano (n. 1921)
- 9 gennaio - John McMillen, cestista e allenatore di pallacanestro statunitense (n. 1948)
- 9 gennaio - Armand Gaétan Razafindratandra, cardinale e arcivescovo cattolico malgascio (n. 1925)
- 10 gennaio - Bert Bushnell, canottiere britannico (n. 1921)
- 10 gennaio - Crispin Sorhaindo, politico dominicense (n. 1931)
- 11 gennaio - Juliet Anderson, attrice pornografica e regista statunitense (n. 1938)
- 11 gennaio - Miep Gies, centenario olandese (n. 1909)
- 11 gennaio - Nardino Masu, sollevatore italiano (n. 1934)
- 11 gennaio - Bob Noorda, grafico olandese (n. 1927)
- 11 gennaio - Éric Rohmer, regista, sceneggiatore e scenografo francese (n. 1920)
- 11 gennaio - Joe Rollino, strongman, sollevatore e pugile statunitense (n. 1905)
- 11 gennaio - Dennis Stock, fotografo e giornalista statunitense (n. 1928)
- 12 gennaio - Zilda Arns, attivista, medico e missionaria brasiliana (n. 1934)
- 12 gennaio - Daniel Bensaïd, filosofo, attivista e saggista francese (n. 1946)
- 12 gennaio - Brian Damage, batterista statunitense (n. 1963)
- 12 gennaio - Hal Devoll, cestista statunitense (n. 1923)
- 12 gennaio - Altan Dinçer, cestista e allenatore di pallacanestro turco (n. 1932)
- 12 gennaio - Yabby You, produttore discografico e cantante giamaicano (n. 1946)
- 12 gennaio - Fina de Calderón, scrittrice, poetessa e compositrice spagnola (n. 1927)
- 12 gennaio - Joseph Serge Miot, arcivescovo cattolico haitiano (n. 1946)
- 12 gennaio - Gastone Parigi, politico italiano (n. 1931)
- 12 gennaio - Ann Prentiss, attrice statunitense (n. 1939)
- 13 gennaio - Teddy Pendergrass, cantante, paroliere e compositore statunitense (n. 1950)
- 13 gennaio - Giorgio Ferrari, compositore italiano (n. 1925)
- 13 gennaio - Virginia Maples, attrice e ballerina statunitense (n. 1921)
- 13 gennaio - Stelio Passacantando, regista cinematografico e animatore italiano (n. 1927)
- 13 gennaio - Jay Reatard, musicista statunitense (n. 1980)
- 13 gennaio - Ed Thigpen, batterista statunitense (n. 1930)
- 14 gennaio - Bobby Charles, cantante statunitense (n. 1938)
- 14 gennaio - Wladimiro Ganzarolli, basso-baritono italiano (n. 1932)
- 14 gennaio - Charles Nolte, attore e regista teatrale statunitense (n. 1923)
- 14 gennaio - Petra Schürmann, modella e attrice tedesca (n. 1933)
- 14 gennaio - Marianne Tischler, artista austriaca (n. 1918)
- 14 gennaio - Armando Vieira, tennista brasiliano (n. 1923)
- 14 gennaio - Bernie Voorheis, cestista statunitense (n. 1922)
- 14 gennaio - Rowland Wolfe, ginnasta statunitense (n. 1914)
- 15 gennaio - Othmar Barth, architetto italiano (n. 1927)
- 15 gennaio - Karl Giesser, calciatore austriaco (n. 1928)
- 15 gennaio - Dirk Naudé, rugbista a 15 sudafricano (n. 1953)
- 15 gennaio - Marshall Warren Nirenberg, biochimico statunitense (n. 1927)
- 16 gennaio - Bruno De Filippi, musicista e compositore italiano (n. 1930)
- 16 gennaio - Nils Jensen, calciatore danese (n. 1935)
- 16 gennaio - Fortunato Muñoz, cestista ecuadoriano (n. 1923)
- 17 gennaio - Gaines Adams, giocatore di football americano statunitense (n. 1983)
- 17 gennaio - Sergio Coloni, politico italiano (n. 1932)
- 17 gennaio - Daisuke Gōri, attore e doppiatore giapponese (n. 1952)
- 17 gennaio - Nicoletta Rizzi, attrice italiana (n. 1939)
- 17 gennaio - Erich Segal, sceneggiatore, scrittore e critico letterario statunitense (n. 1937)
- 17 gennaio - Ernesto Vegetti, bibliografo, saggista e animatore italiano (n. 1943)
- 18 gennaio - Vico Faggi, magistrato, drammaturgo e poeta italiano (n. 1922)
- 18 gennaio - Lino Grava, calciatore italiano (n. 1927)
- 18 gennaio - Roy Lunniss, calciatore inglese (n. 1939)
- 18 gennaio - Kate McGarrigle, cantautrice canadese (n. 1946)
- 18 gennaio - Robert B. Parker, scrittore statunitense (n. 1932)
- 18 gennaio - Giovanni Roberti, sindacalista, politico e avvocato italiano (n. 1909)
- 19 gennaio - Mahmud al-Mabhuh, palestinese (n. 1960)
- 19 gennaio - Bill McLaren, conduttore radiofonico e conduttore televisivo britannico (n. 1923)
- 19 gennaio - Panajot Pano, calciatore albanese (n. 1939)
- 20 gennaio - Giuseppe Consoli Guardo, archeologo, restauratore e museologo italiano (n. 1919)
- 20 gennaio - Abraham Sutzkever, scrittore e poeta israeliano (n. 1913)
- 20 gennaio - Ricardo Trigilli, allenatore di calcio e calciatore argentino (n. 1934)
- 21 gennaio - Domenico D'Orsi, filosofo italiano (n. 1930)
- 21 gennaio - Irwin Dambrot, cestista statunitense (n. 1928)
- 21 gennaio - Tito Maniacco, poeta, storico e scrittore italiano (n. 1932)
- 21 gennaio - Jacques Martin, disegnatore e fumettista francese (n. 1921)
- 21 gennaio - Geoff Workman, produttore discografico britannico (n. 1947)
- 22 gennaio - Marino Bergamasco, calciatore e allenatore di calcio italiano (n. 1925)
- 22 gennaio - Clayton Gerein, atleta paralimpico canadese (n. 1964)
- 22 gennaio - Iskandar di Johor, sovrano malese (n. 1932)
- 22 gennaio - Kenneth Lane, canoista canadese (n. 1923)
- 22 gennaio - James Mitchell, attore e danzatore statunitense (n. 1920)
- 22 gennaio - Jean Simmons, attrice britannica (n. 1929)
- 22 gennaio - Luca Vuerich, alpinista e fotografo italiano (n. 1975)
- 23 gennaio - Quinto Bertoloni, calciatore e allenatore di calcio italiano (n. 1927)
- 23 gennaio - Earl Wild, pianista e compositore statunitense (n. 1915)
- 24 gennaio - Lawrence Aloysius Burke, arcivescovo cattolico giamaicano (n. 1932)
- 24 gennaio - Giannella De Marco, direttrice d'orchestra italiana (n. 1943)
- 24 gennaio - Pernell Roberts, attore e cantante statunitense (n. 1928)
- 25 gennaio - Ettore Donini, pittore, decoratore e restauratore italiano (n. 1917)
- 25 gennaio - Ali Hassan al-Majid, politico, generale e criminale di guerra iracheno (n. 1941)
- 25 gennaio - Kuno von Meyer, militare tedesco (n. 1913)
- 26 gennaio - Boa Senior, indiana
- 26 gennaio - Geoffrey Burbidge, fisico britannico (n. 1925)
- 26 gennaio - John Dirks, fumettista e scultore statunitense (n. 1917)
- 26 gennaio - Leonid Saar, cestista estone (n. 1913)
- 27 gennaio - Attilio Foti, giornalista e scrittore italiano (n. 1926)
- 27 gennaio - Betty Lou Keim, attrice statunitense (n. 1938)
- 27 gennaio - Ruben Kruger, rugbista a 15 sudafricano (n. 1970)
- 27 gennaio - Giuseppe Occhiato, storico e scrittore italiano (n. 1934)
- 27 gennaio - Zelda Rubinstein, attrice statunitense (n. 1933)
- 27 gennaio - J. D. Salinger, scrittore statunitense (n. 1919)
- 27 gennaio - Don Savage, cestista statunitense (n. 1928)
- 27 gennaio - Angelo Schiavetta, calciatore italiano (n. 1915)
- 27 gennaio - Angio Zane, regista italiano (n. 1925)
- 27 gennaio - Howard Zinn, storico, saggista e attivista statunitense (n. 1922)
- 28 gennaio - Mohammad-Reza Ali-Zamani, attivista iraniano (n. 1972)
- 28 gennaio - Dario Del Corno, grecista, traduttore e librettista italiano (n. 1933)
- 29 gennaio - Adriano Biasutti, politico italiano (n. 1941)
- 29 gennaio - Tom Brookshier, giocatore di football americano statunitense (n. 1931)
- 29 gennaio - Giovanni Prodi, matematico italiano (n. 1925)
- 29 gennaio - Helen Talbot, attrice e modella statunitense (n. 1924)
- 30 gennaio - Robert Egon, attore tedesco (n. 1966)
- 30 gennaio - Renzo Zorzi, scrittore italiano (n. 1921)
- 30 gennaio - Carrie de Swaan, regista e psicologa olandese (n. 1946)
- 31 gennaio - Kage Baker, autrice di fantascienza statunitense (n. 1952)
- 31 gennaio - Camillo De Piaz, antifascista, saggista e traduttore italiano (n. 1918)
- 31 gennaio - Tomás Eloy Martínez, scrittore argentino (n. 1934)
- 31 gennaio - Jiří Havlis, canottiere cecoslovacco (n. 1932)
- 31 gennaio - Giulio Petroni, regista e sceneggiatore italiano (n. 1917)
- 31 gennaio - Niny Comolli, musicista italiana (n. 1915)
- 31 gennaio - Pierre Vaneck, attore francese (n. 1931)